# بيتر بريغز
بيتر بريغز (بالإنجليزية: Peter Briggs)‏ هو كاتب سيناريو بريطاني، ولد في 12 ديسمبر 1970 في Whiston, Merseyside ‏ في المملكة المتحدة.

## وصلات خارجية
- بيتر بريغز على موقع IMDb (الإنجليزية)
- بيتر بريغز على موقع ألو سيني (الفرنسية)
- بيتر بريغز على موقع أول موفي (الإنجليزية)
- بيتر بريغز على موقع قاعدة بيانات الأفلام السويدية (السويدية)
- بيتر بريغز على موقع قاعدة بيانات الفيلم (الإنجليزية)
- بيتر بريغز على موقع كينوبويسك (الروسية)